# Drugi rząd Ruuda Lubbersa

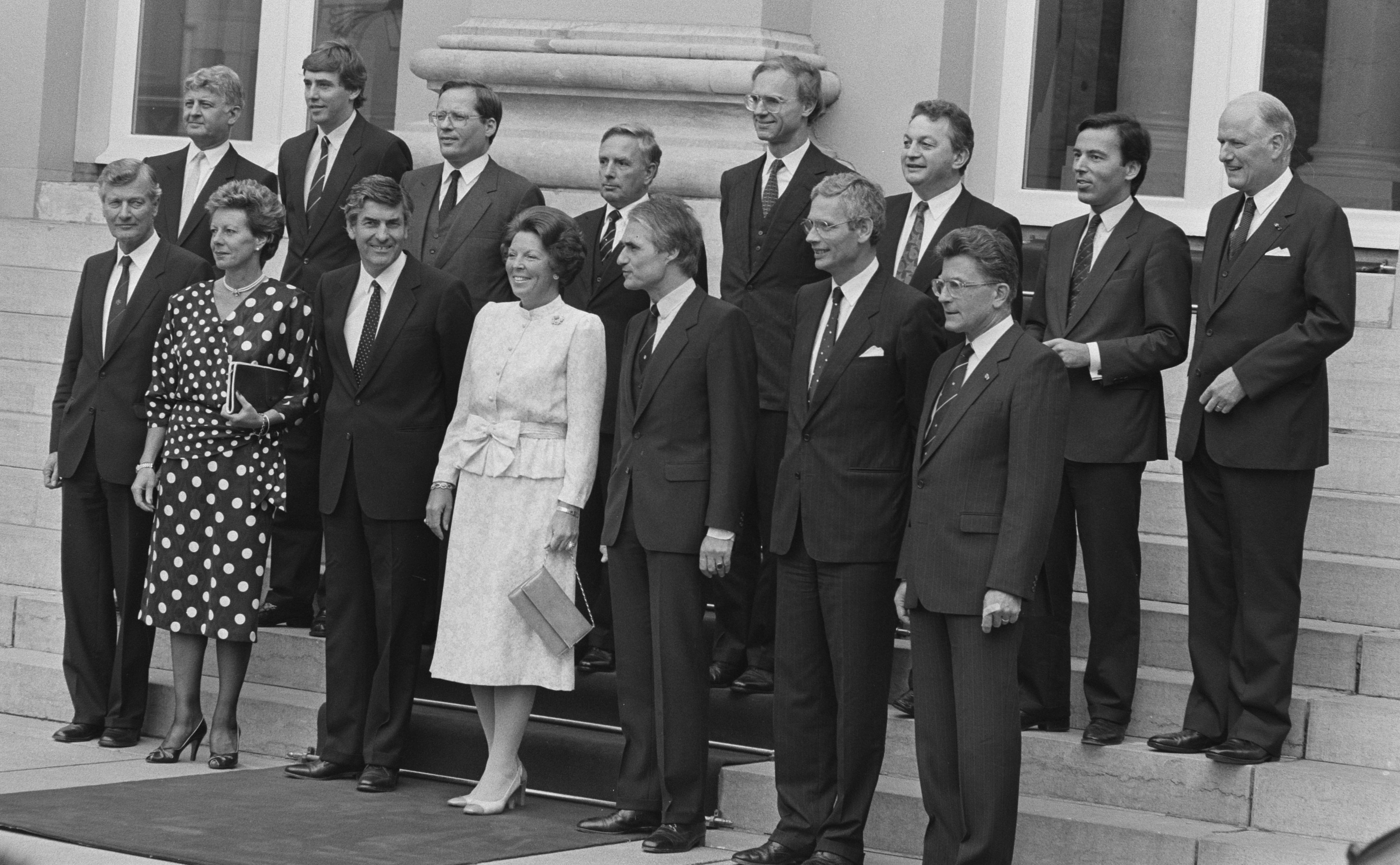
Ministrowie wraz z królową Beatrycze

Drugi rząd Ruuda Lubbersa (niderl. Kabinet-Lubbers II) – rząd Holandii urzędujący od 14 lipca 1986 do 7 listopada 1989, powołany przez koalicję, którą tworzyły Apel Chrześcijańsko-Demokratyczny (CDA) oraz Partii Ludowej na rzecz Wolności i Demokracji (VVD).
Rząd powstał po wyborach w 1986, w których zwyciężył CDA. Lider chadeków Ruud Lubbers mógł sformować swój drugi gabinet, utrzymując koalicję z liberałami. W 1989 doszło do sporów między koalicjantami. Rozpisano wówczas kolejne wybory, po których powstał trzeci rząd Ruuda Lubbersa z udziałem CDA i Partia Pracy.

## Skład rządu

### Ministrowie
- Premier: Ruud Lubbers (CDA)
- Wicepremier, minister gospodarki: Rudolf de Korte (VVD)
- Minister spraw zagranicznych: Hans van den Broek (CDA)
- Minister sprawiedliwości: Frits Korthals Altes (VVD)
- Minister spraw wewnętrznych: Kees van Dijk (CDA, do lutego 1987), Jan de Koning (CDA, od lutego do maja 1987), Kees van Dijk (CDA, od maja 1987)[1]
- Minister edukacji i nauki: Wim Deetman (CDA, do września 1989), Gerrit Braks (CDA), od września 1989)
- Minister finansów: Onno Ruding (CDA)
- Minister obrony: Wim van Eekelen (VVD, do września 1988), Frits Bolkestein (VVD, od września 1988)
- Minister mieszkalnictwa, planowania przestrzennego i środowiska: Ed Nijpels (VVD)
- Minister transportu i gospodarki wodnej: Neelie Smit-Kroes (VVD)
- Minister rolnictwa i rybołówstwa: Gerrit Braks (CDA)
- Minister spraw społecznych i pracy: Jan de Koning (CDA, do lutego 1987), Louw de Graaf (CDA, od lutego do maja 1987), Jan de Koning (CDA, od maja 1987)[1]
- Minister zabezpieczenia społecznego, zdrowia i kultury: Elco Brinkman (CDA)
- Minister bez teki ds. Antyli Holenderskich i Aruby: Jan de Koning (CDA)
- Minister bez teki ds. rozwoju międzynarodowego: Piet Bukman (CDA)

### Sekretarze stanu
- W resorcie spraw wewnętrznych: Dieuwke de Graaff-Nauta (CDA)
- W resorcie spraw zagranicznych: René van der Linden (CDA, do września 1988), Berend-Jan van Voorst tot Voorst (CDA, od września 1988)
- W resorcie sprawiedliwości: Virginie Korte-van Hemel (CDA)
- W resorcie edukacji i nauki: Nell Ginjaar-Maas (VVD)
- W resorcie finansów: Henk Koning (VVD)
- W resorcie obrony: Jan van Houwelingen (CDA)
- W resorcie mieszkalnictwa, planowania przestrzennego i środowiska: Gerrit Brokx (CDA, do października 1986), Enneüs Heerma (CDA, od października 1986)
- W resorcie gospodarki: Albert-Jan Evenhuis (VVD, do czerwca 1989), Enneüs Heerma (CDA, do października 1986), Yvonne van Rooy (CDA, od października 1986)
- W resorcie spraw społecznych i pracy: Louw de Graaf (CDA, do lutego 1987 i od maja 1987[1] do października 1989)
- W resorcie zabezpieczenia społecznego, zdrowia i kultury: Dick Dees (VVD)